# Charlie Colkett
Charlie Colkett (* 4. September 1996 in Newham) ist ein englischer Fußballspieler, der bei Cheltenham Town unter Vertrag steht. Er spielt im Mittelfeld.

## Karriere

### Jugend
Charlie Colkett spielte bis zu seinem elften Lebensjahr bei Charlton Athletic. Seitdem spielt er für den FC Chelsea.
Charlie Colkett gab sein U-18-Debüt am Ende der Saison 2011/12, als er 15 war. In der Saison 2012/13 bekam er mehr Einsätze, wobei er Tore gegen Manchester City erzielte. Später in der gleichen Saison bekam er erhebliches Lob für seine Anzeigen in den Schlüsselstadien der „NextGen Series“ und den FA Youth Cup, obwohl er einer der jüngsten Spieler im Kader war.
Eine vorsaisonale Verletzung hinderten ihn daran die erste Hälfte der Saison 2013/14 zu spielen, so dass er nur vier Startelf-Einsätze und sieben Einsätze insgesamt vor Weihnachten machen konnte. Danach erwies er sich als Schlüsselfigur auf dem Weg zum Sieg des FA Youth Cup. Er traf in beiden Halbfinalsiegen über FC Arsenal, bevor er zwei entscheidende Torvorlagen in den letzten zehn Minuten des Finales gegen den FC Fulham.
In der Saison 2014/15 wurde er Kapitän der U-21 und verteidigte den Titel im FA Youth Cup. Mit der U-19 gewann er auch noch die UEFA Youth League. Er stärkte sich körperlich und taktisch während des ganzen Jahres und beendete die Saison, als er mit der ersten Mannschaft für eine Nachsaison-Tour nach Thailand und Australien mitkam.
Er nahm in der Saison 2015/16 als einer der älteren Spieler der U-21 eine Führungsrolle ein und spielte als Kapitän für die letztendlich erfolgreiche UEFA Youth League und erzielte im Halbfinale gegen Anderlecht ein Tor.

### Profi
In der Saison 2015/16 liefen Vertragsabschlüsse über die ganze Saison im Hintergrund, bis er im April einen Dreijahresvertrag unterschrieb. Zum ersten Mal wurde er für das Spiel gegen Swansea City in den Kader aufgenommen und bekam die Nummer 41. In der Saison 2016/17 wurde er an den Drittligisten Bristol Rovers ausgeliehen. Im April 2016 unterschrieb Colkett einen neuen Drei-Jahres-Vertrag bei Chelsea.

### Nationalmannschaft
Charlie Colkett spielte auf allen Altersstufen bis zur U-20 für England.